# Дибровский сельский совет (Синельниковский район)
Дибровский сельский совет (укр. Дібровська сільська рада) — входит в состав
Синельниковского района
Днепропетровской области
Украины.
Административный центр сельского совета находится в 
с. Диброва.

## Населённые пункты совета
- с. Диброва
- с. Весёлое
- с. Вороновка